# بانی برگر
بانی آن برگر (به انگلیسی: Bonnie Berger) (متولد ۱۹۶۴/۱۹۶۵  ) یک ریاضیدان و دانشمند رایانه آمریکایی است که به عنوان استاد ریاضیات سیمونز و استاد مهندسی برق و علوم رایانه در موسسه فناوری ماساچوست کار می‌کند. او رئیس گروه محاسبات و زیست‌شناسی در آزمایشگاه علوم کامپیوتر و هوش مصنوعی MIT است. علایق تحقیقاتی او در الگوریتم‌ها ، بیوانفورماتیک و زیست‌شناسی مولکولی محاسباتی است.

## تحصیلات
برگر تحصیلات خود را در مقطع کارشناسی در دانشگاه برندایس گذراند و در سال ۱۹۹۰ دکترای خود را از مؤسسه فناوری ماساچوست زیر نظر سیلویو میکالی دریافت کرد. در دوران دانشجویی، در سال ۱۹۸۹ برای مقاله‌ای در مورد الگوریتم‌های موازی را که به همراه هم‌کلاسیش جان رومپل در سمپوزیوم مبانی علوم رایانه منتشر کرد، برنده جایزه ماچتی شد.

## حرفه و تحقیقات
پس از اتمام دکترا، برگر برای تحقیقات پسادکتری در موسسه فناوری ماساچوست ماند و در سال ۱۹۹۲ به عضویت هیئت علمی درآمد. تحقیقات او در زمینه بیوانفورماتیک در داوری همتا مجلات علمی معتبر از ساینس (مجله)، مجله الگوریتم‌ها منتشر شده است. دانشجویان دکترای سابق او عبارتند از: سرافیم باتزوگلو، لیور پچر، مونا سینگ، مانولیس کلیس، و فیل بردلی.
برگر به عنوان معاون انجمن بین‌المللی زیست‌شناسی محاسباتی (ISCB) و رئیس کمیته راهبری تحقیق در زیست‌شناسی مولکولی محاسباتی خدمت کرده است.

## جوایز و افتخارات
برگر در سال ۱۹۹۷ برنده جایزه مارگارت اوکلی دیهوف بود. در سال ۱۹۹۸ او به عنوان سخنران دعوت شده کنگره جهانی ریاضیدانان در برلین بود (اما او نتوانست حضور پیدا کند). در سال ۱۹۹۹، برگر در فهرست ۱۰۰ مبتکر برتر منتشر شده توسط ام‌آی‌تی تکنالجی ریویو قرار گرفت. در سال ۲۰۰۳، برگر عضو انجمن ماشین‌های حسابگر (ACM) شد. و در سال ۲۰۱۲ به عضویت منتخب آکادمی هنر و علوم آمریکا و عضو انجمن بین‌المللی زیست‌شناسی محاسباتی (ISCB) درآمد. در سال ۲۰۱۶، برگر به کالج همکاران موسسه آمریکایی مهندسی پزشکی و بیولوژیکی (AIMBE) معرفی شد. او در سال ۲۰۱۹ در کلاس اعضای انجمن ریاضی آمریکا «به دلیل مشارکت در زیست‌شناسی محاسباتی، بیوانفورماتیک، الگوریتم‌ها و برای راهنمایی» گنجانده شد. او همچنین دکترای افتخاری را در اکول پلی‌تکنیک فدرال لوزان (EPFL) دریافت کرد. او به عنوان عضو بزرگ بخش ریاضیات در انجمن پیشرفت علم آمریکا (AAAS) فعالیت می‌کند. او در سال ۲۰۱۹ موفق به دریافت جایزه ISCB توسط یک دانشمند ارشد شد. در سال ۲۰۲۰ او سخنرانی در ای‌دبلیو‌ام-سی‌آی‌ای‌ام سونیا کووالفسکی را ایراد کرد، و در آکادمی ملی علوم انتخاب شد. او به عنوان عضو انجمن ریاضیات صنعتی و کاربردی، در کلاس سی‌آی‌ای‌ام  در سال ۲۰۲۲، «برای کار پیشگام در زیست‌شناسی مولکولی محاسباتی، از جمله ژنومیک تطبیقی و فشرده، استنتاج شبکه، حریم خصوصی ژنومی، و پیش‌بینی ساختار پروتئین» انتخاب شد.

## زندگی شخصی
او با پروفسور مؤسسه فناوری ماساچوست و مدیر عامل شرکت آکامای، تامسون لایتون ازدواج کرده است.